# Ірванець (притока Ревни)
Ірва́нець (Рванець) — річка у Новгород-Сіверському районі Чернігівської області, ліва притока річки Ревни (басейн Дніпра).
Довжина 35 км, площа басейну — 491 км². Бере початок на північний схід від села Попівка. Долина коритоподібна, ширина до 2,5 км, глибина до 20 м. Заплава широка (до 1,5 км), подекуди заболочена. Річище завширшки 5 м. Похил річки 0,7 м/км.
Живлення снігове і дощове. Замерзає наприкінці листопада, скресає у березні. Воду частково використовують для місцевих потреб.

## Притоки
- Криниці, Одра, Супій, Сухомлинка (ліві).